# میخایلوفکا (شهرستان اوفیمسکی، باشقیرستان)
میخایلوفکا (انگلیسی: Mikhaylovka, Ufimsky District, Bashkortostan) یک شهرک در شهرستان اوفیمسکی استان باشقیرستان کشور روسیه است.